# Powiastka filozoficzna

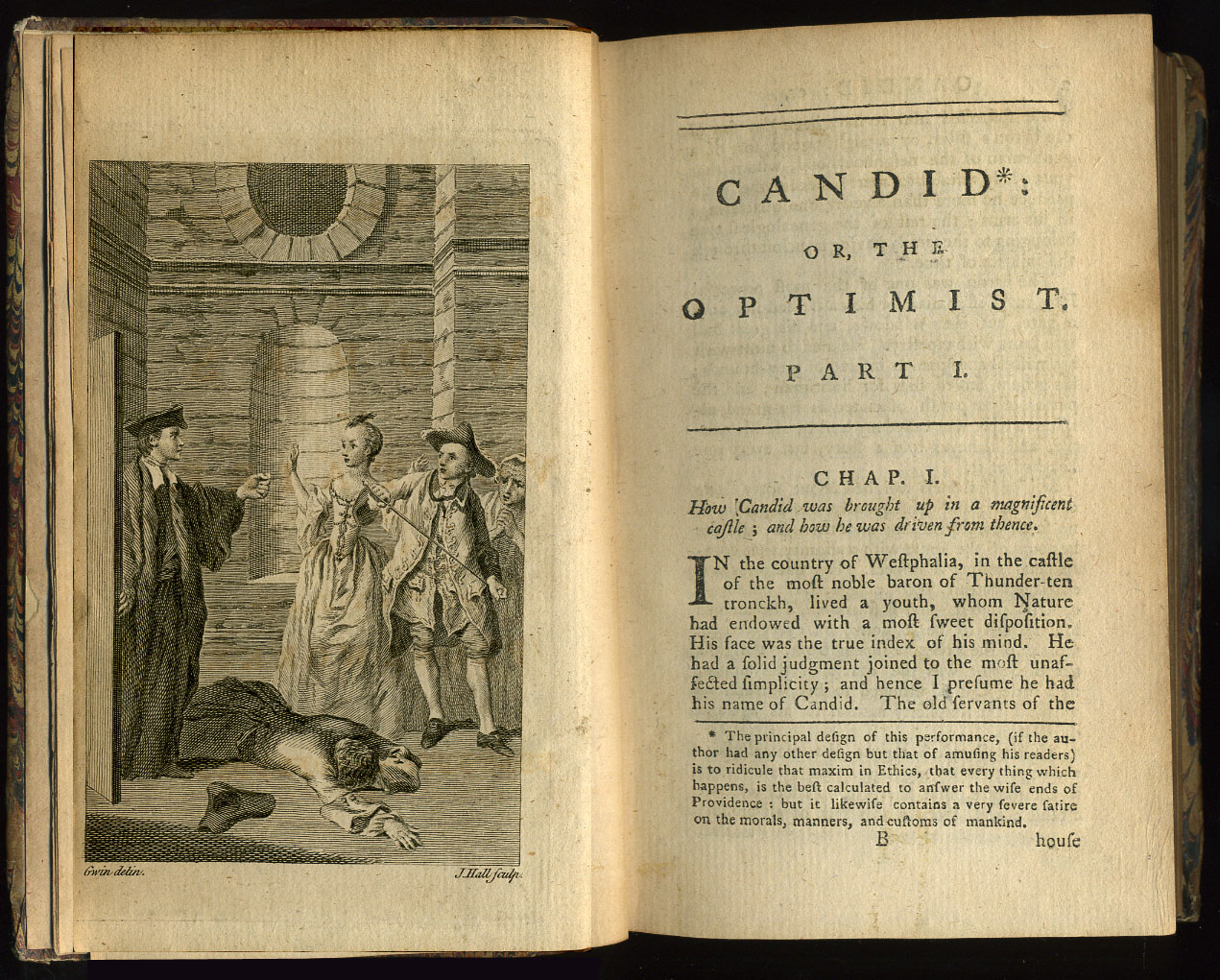
Powiastka filozoficzna

Powiastka filozoficzna – narracyjny utwór prozatorski (podgatunek opowiadania), ilustrujący i propagujący wybraną ideę filozoficzną (światopoglądową lub moralną). Powstała w okresie oświecenia, np. Kandyd Woltera, Kubuś Fatalista i jego pan Diderota. Była popularna zwłaszcza we Francji.
Posługiwała się satyrą obyczajową, atakując z pozycji racjonalistycznych ówczesne formy rządów i wyższe warstwy społeczeństwa. Nawiązywała do romansu awanturniczego, wykorzystując egzotyczne wątki i postacie. W późniejszych czasach powiastka filozoficzna była kontynuowana w formie pastiszowej, np. Julio Jurenito Erenburga.